# Власов Олександр Йосипович
Олекса́ндр Йо́сипович Вла́сов (нар. 1902, село Кустове, Грайворонський повіт, Курська губернія, Російська імперія — зник безвісти (загинув) у травні-червні 1942, поблизу міста Харків, Українська РСР, СРСР) — український радянський партійний діяч, 1-й секретар Кам'янець-Подільського обласного комітету КП(б)У. Депутат Верховної Ради УРСР 1-го скликання. Член ЦК КП(б)У в 1938—1942 роках.

## Біографія
Народився в родині робітника-вибійника в селі Кустове, тепер Яковлівський район, Бєлгородська область, Росія. У 1917 — вересні 1919 року — наймит в селі Кустовому Бєлгородського повіту. У вересні 1919 — грудні 1921 року — чорнороб Харківської міської лікарні. У грудні 1921 — вересні 1925 року — вибійник на шахтах Донбасу.
Член ВКП(б) з червня 1925 року.
У вересні 1925 — квітні 1928 року — завідувач житлового відділу рудоуправління. У 1928 році закінчив партійну школу ІІ-го ступеня в місті Сталіно. У квітні 1928 — 1929 року — завідувач агітаційно-пропагандистського відділу, а у 1929 — вересні 1930 року — секретар партійного комітету шахти № 5-6 імені Калініна Сталінського району Донбасу.
У вересні 1930 — липні 1936 року — студент Київського інституту механізації і електрифікації сільського господарства. Здобув спеціальність інженера-електрика сільського господарства.
У липні 1936 — 1937 року — інженер-проектант контори «Сільелектро» в місті Харкові. У 1937 році — директор Харківської обласної контори «Сільелектро».
У грудні 1937 — травні 1938 року — 1-й секретар Дзержинського районного комітету КП(б)У міста Харкова.
У травні 1938 — липні 1941 року — 1-й секретар Кам'янець-Подільського обласного комітету КП(б) України. 26 червня 1938 року був обраний депутатом до Верховної Ради УРСР 1-го скликання по Шепетівській виборчій окрузі № 12 Кам'янець-Подільської області.
Учасник німецько-радянської війни. У вересні 1941 — 1942 року — член Військової ради 6-ї армії Південно-Західного фронту. Зник безвісти (загинув) в оточенні в травні-червні 1942 року поблизу міста Харків, Українська РСР, СРСР.

## Звання
- бригадний комісар

## Нагороди
- орден Леніна (7.02.1939)
- орден Червоного Прапора (27.03.1942)